# 알렉산더 맥켄드릭
알렉산더 맥켄드릭(Alexander Mackendrick, 1912년 9월 8일 ~ 1993년 12월 22일)은 미국계 스코틀랜드 감독이자 교수이다. 매사추세츠주 보스턴에서 태어나 스코틀랜드로 이주했다. 텔레비전 광고 제작을 시작한 뒤 일링 스튜디오에서 후반 작업 편집 및 영화 감독으로 전향하게 된다. 이곳에서 자신이 맡은 작품은 흰 양복의 사나이, 레이디킬러 (1955년 영화)이다.

## 참여 작품

### 감독
- 흰 양복의 사나이
- 레이디킬러 (1955년 영화)
- 성공의 달콤한 향기